# Wadi Naqab
El Wadi Naqab (en árabe: وادي نقب‎, romanizado: Wādī Naqab) es un valle o río seco, con caudal efímero o intermitente, que fluye casi exclusivamente durante la temporada de lluvias, situado al noreste de los Emiratos Árabes Unidos, en el Emirato de Ras al Jaima, y al oeste de la Gobernación de Musandam, en el Sultanato de Omán. Su cauce principal tiene una longitud aproximada de 27 km., y forma su propia cuenca hidrográfica, con una superficie aproximada de 107 km².

## Recorrido
Desde su nacimiento en la vertiente suroriental del Jabal Tafif (1598 m) y durante los primeros 5 km de su recorrido, el Wadi Naqab discurre a través del territorio de Omán, con un cauce formado por barrancos y torrenteras con pendientes muy pronunciadas, características de un curso alto o superior, que oscilan entre el 20 % y el 30 %.
Justo en el punto de cruce de la línea fronteriza entre UAE y Omán, el wadi recibe también las aguas procedentes de los barrancos de la vertiente norte del Jabal Harf Tila (1568 m), y modera su pendiente, pero alimenta su caudal con la aportación de nuevos barrancos afluentes, llegando a formar un estrecho y profundo cañón, con numerosos saltos o cascadas secas, que se ha venido denominando Heli Canyon, y cuyo recorrido sólo es posible con equipo y técnicas de escalada en roca o de barranquismo.

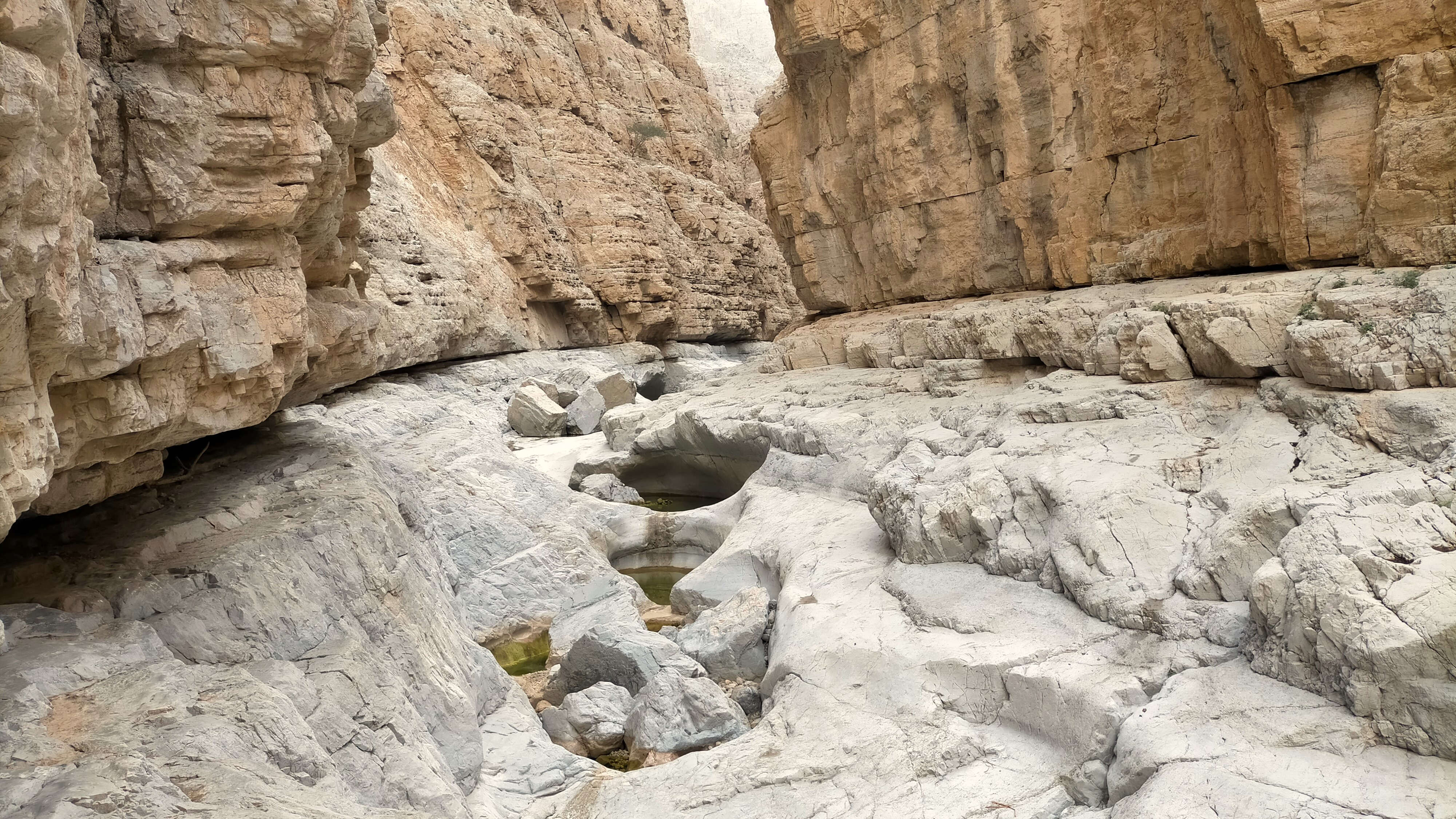
Wadi Naqab. Área del Kub Canyon

Poco después de este tramo del wadi, comienza otra zona de difícil acceso denominada Kub Canyon, con numerosas pozas y piscinas naturales, talladas por la erosión del agua en losas de roca muy blanca y pulida, seguida de un área conocida con el nombre de Red Wall, con elevados acantilados, a cuyo pie se acumula un inmenso amasijo de grandes rocas que ciegan el cauce y dificultan también su tránsito.

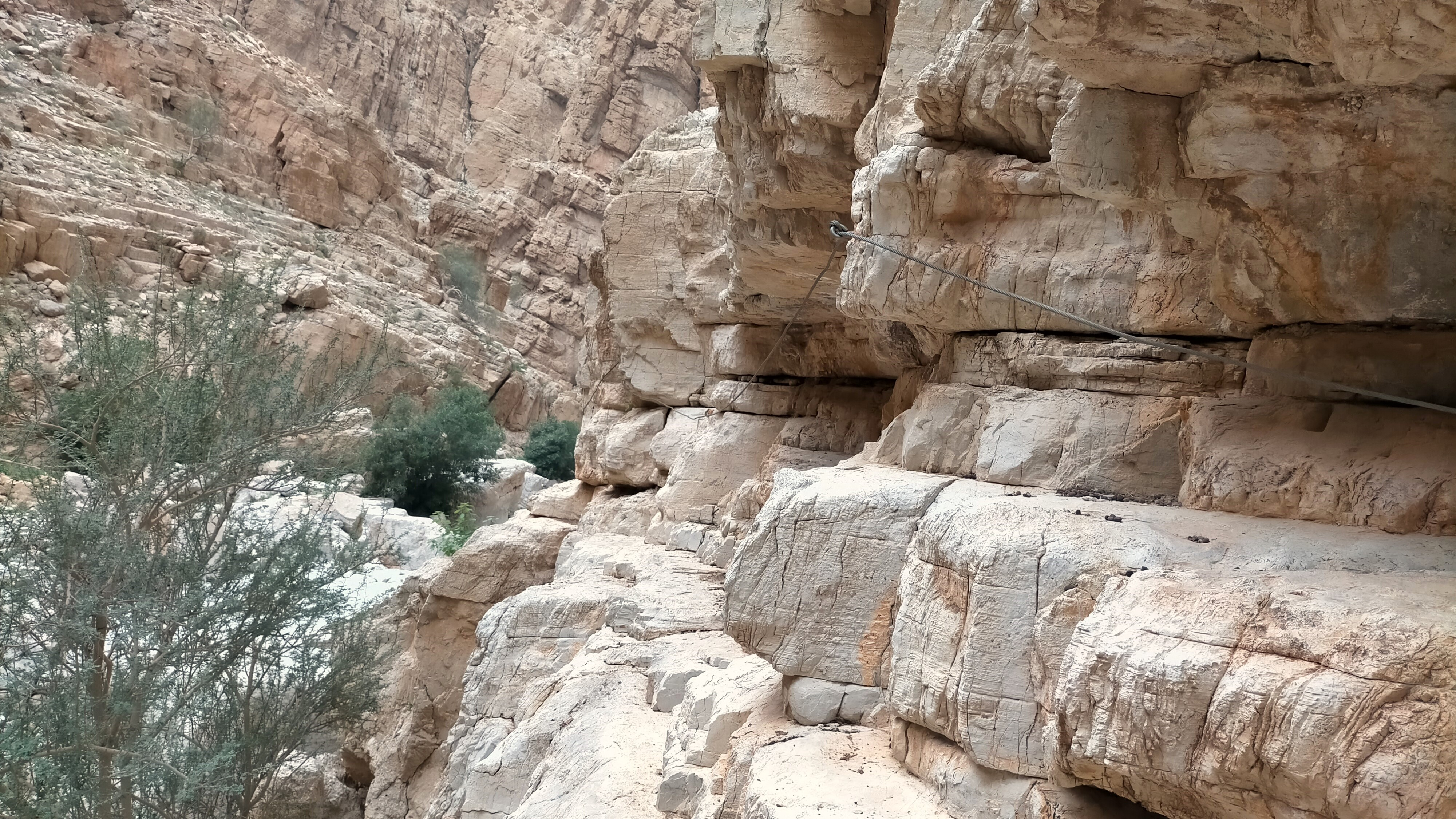
Wadi Naqab. Área del Kub Canyon, equipada parcialmente con elementos de seguridad.

Tanto la zona de Red Wall, como la parte de Kub Canyon, están parcialmente equipadas con elementos de seguridad (sirgas, cables y asideras de acero) y se podrían considerar mínimamente adecuadas para la práctica del senderismo, aunque no están exentas de riesgo, pero el sector de Heli Canyon en ningún caso puede ser considerado apto para el senderismo.
Esta diferencia es importante, ya que constantemente se producen accidentes en estas zonas del Wadi Naqab, debidos al acceso de personas que no disponen de equipo, ni de conocimientos y experiencia en escalada en roca y barranquismo, confundidas por la publicidad que se difunde a través de empresas que fomentan actividades al aire libre, y de particulares, que definen incorrectamente estos itinerarios como actividades de hiking o senderismo.
Pasado el tramo del Koub Canyon, el Wadi Naqab continúa su curso medio y bajo con escasa pendiente y sin obstáculos, presentando en su margen izquierdo una gran cueva, la Wadi Naqab Cave, a la que se puede acceder con facilidad.
Aproximadamente en el km. 12 desde su nacimiento, el Wadi Naqab recibe por su izquierda la desembocadura de su principal afluente: el Wadi Madnan , identificado en ¨The National atlas of the United Arab Emirates¨ con la grafía Wādī Midnān, muy popular por quienes practican el descenso de barrancos, por alojar una profunda garganta conocida como Kirithon Canyon, del que a su vez es afluente el importantísimo y poco conocido Wadi Samarat (también conocido como Wādī Khalkhāl), cuyo curso nos guía hacia la aldea de Shairi (identificada localmente como Deira Al-Shairi - ديرة الشعيري).
En el km. 15 del curso del Wadi Naqab, se construyó en 2021 una presa de 257 metros de ancho y 22 metros de alto, con una capacidad aproximada de un millón de metros cúbicos, destinada principalmente a alimentar los recursos hídricos subterráneos y a reducir los daños por eventuales inundaciones.
Poco antes de su desembocadura, el Wadi Naqab recibe por su derecha las aguas de otros tres importantes afluentes: Wadi Muhayli, Wadi Halu (del que a su vez es afluente el Wadi Sal), y el Wadi Al Midhnab.

## Toponimia

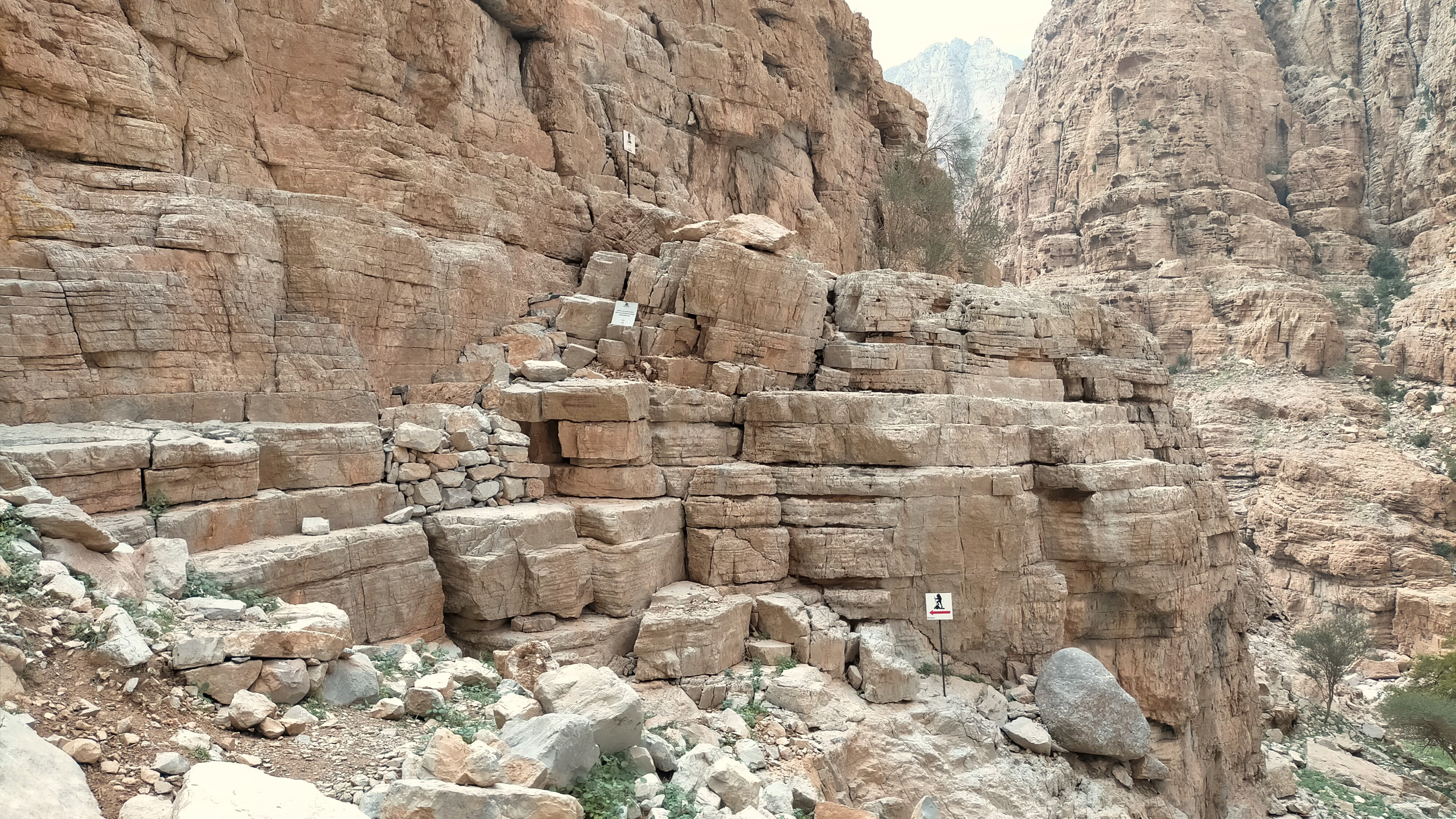
Wadi Naqab - Hacia la zona del Muro Rojo (Red Wall)

Nombres alternativos: 	Wadi Naqab, Wādī Naqab, Wadi Nagab, Wadi Negub.
Los nombres de este wadi y sus afluentes quedaron registrados en la documentación y mapas elaborados entre 1950 y 1960 por el arabista, cartógrafo, militar y diplomático británico Julian F. Walker, durante los trabajos efectuados para el establecimiento de fronteras entre los entonces denominados Estados de la Tregua, completados posteriormente por el Ministerio de Defensa del Reino Unido, en mapas a escala 1:100.000 publicados en 1971.
También consta, con la grafía Wādī Naqab, en el Atlas Nacional de los Emiratos Árabes Unidos.
Dado que la extensa cuenca hidrográfica, que incluye no sólo el propio Wadi Naqab, sino también a todos sus afluentes, tiene la misma denominación que el wadi, y que esta misma denominación se utiliza también a efectos postales y administrativos, está muy extendido entre sus habitantes y visitantes el error de considerar que este es el único topónimo que corresponde a los diferentes wadis y núcleos de población de la región, ignorando frecuentemente el nombre real de cada uno de estos lugares.

## Población
Toda el área próxima al Wadi Naqab, incluido sus afluentes y subafluentes, aunque inicialmente estuvo poblada por la tribu Naqbiyin (en árabe: النقبي), también llamados Naqabi o Al-Naqabi (de donde procede el nombre del wadi), fue ocupada a partir de 1800, aproximadamente, por la tribu Habus,, que se extendía, entre otros territorios, por la zona tribal de Ahl Ghayl, en la que se encontraban las actuales aldeas de Shairi, Samarat, Ba'iybah y otras, y por la zona tribal de Bani Hasan, en la que se encontraban las actuales aldeas de Baqal y Tala.